# Parafia Najświętszego Serca Jezusowego w Smogórach
Parafia Najświętszego Serca Jezusowego w Smogórach – rzymskokatolicka parafia, położona w dekanacie Rzepin, diecezji zielonogórsko-gorzowskiej, metropolii szczecińsko-kamieńskiej, erygowana 26 sierpnia 1985. 

## Zasięg parafii
Do parafii należą wierni z miejscowości:  Grabno, Lubień, Smogóry.